# Waals Parlement (samenstelling 2009-2014)

Waalse Vlag

Inaugurale zetelverdeling van het Waals Parlement in 2009

Deze lijst geeft de samenstelling weer van het Waals Parlement van 2009 tot 2014. Deze volgde uit de Waalse verkiezingen van 7 juni 2009. De legislatuur liep van 23 juni 2009 tot 25 april 2014.
Tijdens de legislatuur was de Regering-Demotte II in functie, een meerderheid bestaande uit PS, Ecolo en cdH. De oppositie bestond uit de MR.

## Samenstelling
| Begin legislatuur (2009) | Begin legislatuur (2009) | Begin legislatuur (2009) | Einde legislatuur (2014) | Einde legislatuur (2014) | Einde legislatuur (2014) |
| Fractie                  | Fractie                  | Zetels                   | Fractie                  | Fractie                  | Zetels                   |
| ------------------------ | ------------------------ | ------------------------ | ------------------------ | ------------------------ | ------------------------ |
|                          | PS                       | 29                       |                          | PS                       | 29                       |
|                          | MR                       | 19                       |                          | MR                       | 19                       |
|                          | Ecolo                    | 14                       |                          | Ecolo                    | 13                       |
|                          | cdH                      | 13                       |                          | cdH                      | 13                       |
|                          |                          |                          |                          | Onafhankelijk            | 1                        |

Wijzigingen in fractiesamenstelling:
- In 2012 verlaat Bernard Wesphael de Ecolo-fractie. Hij zetelt vanaf dan als onafhankelijke.

## Lijst van de Waalse Parlementsleden
| Volksvertegenwoordiger    | Kieskring                | Fractie | Opmerkingen |
| ------------------------- | ------------------------ | ------- | --- |
| Maxime Prévot             | Namen                    | cdH     | Voorzitter van de cdH-fractie. |
| Jean-Paul Bastin          | Verviers                 | cdH     | Vervangt vanaf 10 juli 2013 Marc Elsen, die burgemeester van Verviers wordt. Elsen zelf verving van 23 juni 2009 tot 9 juli 2013 Melchior Wathelet, die verkoos om staatssecretaris in de Federale regering te blijven. |
| André Bouchat             | Aarlen-Marche-Bastenaken | cdH     | Vervangt vanaf 16 juli 2009 Benoît Lutgen, die minister in de Waalse Regering wordt. |
| Idès Cauchie              | Doornik-Aat-Moeskroen    | cdH     | Vervangt vanaf 5 februari 2014 de overleden Damien Yzerbyt |
| Michel de Lamotte         | Luik                     | cdH     | Voorzitter van de commissie Leefmilieu, Ruimtelijke Ordening en Mobiliteit. |
| Dimitri Fourny            | Neufchâteau-Virton       | cdH     | Secretaris vanaf 18 september 2013. |
| Alfred Gadenne            | Doornik-Aat-Moeskroen    | cdH     | |
| Anne-Catherine Goffinet   | Aarlen-Marche-Bastenaken | cdH     | Secretaris tot 16 juli 2009. |
| Benoît Langendries        | Nijvel                   | cdH     | Vervangt vanaf 16 juli 2009 André Antoine, die minister in de Waalse Regering wordt. |
| Michel Lebrun             | Dinant-Philippeville     | cdH     | Secretaris van 16 juli 2009 tot 18 september 2013. |
| Savine Moucheron          | Bergen                   | cdH     | Vervangt vanaf 18 januari 2012 Carlo Di Antonio, die minister in de Waalse Regering wordt. Di Antonio zelf verving vanaf 23 juni 2009 Catherine Fonck, die verkoos om in de Kamer van volksvertegenwoordigers te blijven zetelen. |
| Marie-Dominique Simonet   | Luik                     | cdH     | Werd van 19 juli 2009 tot 16 juli 2013 als minister in de Franse Gemeenschapsregering vervangen door Christine Servaes. |
| Antoine Tanzilli          | Charleroi                | cdH     | Vervangt vanaf 20 februari 2013 Veronique Salvi, die schepen van Charleroi wordt. |
| Emmanuel Disabato         | Bergen                   | Ecolo   | Voorzitter van de Ecolo-fractie vanaf 25 april 2012. |
| Marcel Cheron             | Nijvel                   | Ecolo   | |
| Veronica Cremasco         | Luik                     | Ecolo   | |
| Matthieu Daele            | Verviers                 | Ecolo   | |
| Xavier Desgain            | Charleroi                | Ecolo   | Secretaris tot 16 juli 2009, voorzitter van de Ecolo-fractie van 26 maart tot 18 april 2012 en voorzitter van de commissie Openbare Werken, Landbouw, Landelijkheid en Erfgoed vanaf 9 december 2013. |
| Monika Dethier-Neumann    | Verviers                 | Ecolo   | Parlementsvoorzitter tot 16 juli 2009. Voorzitter van de commissie Openbare Werken, Landbouw, Landelijkheid en Erfgoed tot 8 december 2013. |
| Patrick Dupriez           | Dinant-Philippeville     | Ecolo   | Parlementsvoorzitter vanaf 14 maart 2012. |
| Stéphane Hazée            | Namen                    | Ecolo   | Vervangt vanaf 14 maart 2012 Emily Hoyos, die partijvoorzitter van Ecolo wordt. Hoyos was van 16 juli 2009 tot 4 maart 2012 parlementsvoorzitter. |
| Bénédicte Linard          | Zinnik                   | Ecolo   | Vervangt vanaf 19 december 2012 Olivier Saint-Amand, die burgemeester van Edingen wordt. |
| Isabelle Meerhaeghe       | Charleroi                | Ecolo   | |
| Christian Noiret          | Hoei-Borgworm            | Ecolo   | |
| Marianne Saenen           | Nijvel                   | Ecolo   | |
| Luc Tiberghien            | Doornik-Aat-Moeskroen    | Ecolo   | Secretaris van 16 juli tot 23 september 2009. |
| Bernard Wesphael          | Luik                     | Ecolo   | Voorzitter van de Ecolo-fractie tot 25 maart 2012. Zetelt vanaf 28 maart 2012 als onafhankelijke. |
| Willy Borsus              | Dinant-Philippeville     | MR      | Voorzitter van de MR-fractie. |
| Anne Barzin               | Namen                    | MR      | |
| Chantal Bertouille        | Doornik-Aat-Moeskroen    | MR      | Secretaris tot 23 september 2009. Voorzitter van de commissie Economie, Buitenlandse Handel en Nieuwe Technologieën. |
| Yves Binon                | Thuin                    | MR      | |
| Caroline Cassart-Mailleux | Hoei-Borgworm            | MR      | |
| Véronique Cornet          | Charleroi                | MR      | Ondervoorzitter. |
| Jean-Luc Crucke           | Doornik-Aat-Moeskroen    | MR      | |
| Sybille de Coster-Bauchau | Nijvel                   | MR      | |
| Christine Defraigne       | Luik                     | MR      | |
| Philippe Dodrimont        | Luik                     | MR      | |
| Hervé Jamar               | Hoei-Borgworm            | MR      | Voorzitter van de commissie Energie, Huisvesting, Ambtenarenzaken en Wetenschappelijk Onderzoek. |
| Pierre-Yves Jeholet       | Verviers                 | MR      | |
| Serge Kubla               | Nijvel                   | MR      | |
| Richard Miller            | Bergen                   | MR      | |
| Gilles Mouyard            | Namen                    | MR      | |
| Marcel Neven              | Luik                     | MR      | |
| Florine Pary-Mille        | Zinnik                   | MR      | |
| Florence Reuter           | Nijvel                   | MR      | |
| Jean-Paul Wahl            | Nijvel                   | MR      | |
| Isabelle Simonis          | Luik                     | PS      | Voorzitter van de PS-fractie vanaf 16 juli 2009. |
| Hugues Bayet              | Charleroi                | PS      | Vervangt vanaf 23 juni 2009 Eric Massin, die verkiest om voltijds schepen van Charleroi te blijven. Bayet was secretaris tot 16 juli 2009 en vanaf 14 januari 2013 voorzitter van de commissie Begroting, Financiën, Werk, Opleiding en Sport.                                                                                        |
| Marc Bolland              | Luik                     | PS      | |
| Christophe Collignon      | Hoei-Borgworm            | PS      | Voorzitter van de commissie Binnenlandse Aangelegenheden en Toerisme. |
| Marc de Saint Moulin      | Zinnik                   | PS      | Secretaris vanaf 23 september 2009. |
| Christian Dupont          | Charleroi                | PS      | |
| Claude Eerdekens          | Namen                    | PS      | Vervangt vanaf 16 juli 2009 Eliane Tillieux, die minister in de Waalse Regering wordt. |
| Françoise Fassiaux-Looten | Thuin                    | PS      | Ondervoorzitter tot 16 juli 2009. |
| Latifa Gahouchi           | Charleroi                | PS      | Vervangt vanaf 20 december 2012 Serdar Kilic, die schepen van Charleroi wordt. Kilic verving van 23 juni 2009 tot 19 december 2012 Philippe Busquin, die besloot om niet te zetelen. Kilic was secretaris tot 16 juli 2009. |
| Virginie Gonzalez-Moyano  | Thuin                    | PS      | Vervangt vanaf 14 juli 2010 Laurent Devin, die lid wordt van de Kamer van volksvertegenwoordigers. Devin verving van 16 juli 2009 tot 18 juli 2010 Paul Furlan, die minister in de Waalse Regering werd. Furlan was voorzitter van de PS-fractie tot 15 juli 2009.                                                                    |
| Catherine Houdart         | Bergen                   | PS      | Vervangt vanaf 14 juli 2010 Elio Di Rupo, die lid wordt van de Kamer van volksvertegenwoordigers. |
| Joëlle Kapompole          | Bergen                   | PS      | Voorzitter van de commissie Begroting, Financiën, Werk, Opleiding en Sport tot 13 januari 2013. |
| Mauro Lenzini             | Luik                     | PS      | Vervangt van 23 september 2009 tot 13 juli 2010 Michel Daerden, die minister in de Federale Regering wordt, en vanaf 14 juli 2010 Julie Fernandez-Fernandez, die lid wordt van de Kamer van volksvertegenwoordigers. Fernandez-Fernandez was voorzitter van de commissie Gezondheid, Sociale Actie en Gelijke Kansen tot 6 juli 2010. |
| Jean-Charles Luperto      | Namen                    | PS      | |
| Jean-Claude Maene         | Dinant-Philippeville     | PS      | Vervangt vanaf 23 juni 2009 Jean-Marc Delizée, die verkiest om staatssecretaris in de Federale regering te blijven. Maene was secretaris van 16 juli tot 23 september 2009 en vanaf 5 oktober 2010 voorzitter van de commissie Algemene Zaken, Administratieve Vereenvoudiging, Europese Fondsen en Internationale Betrekkingen.      |
| Christie Morreale         | Luik                     | PS      | Vervangt vanaf 9 oktober 2013 Maggy Yerna, die voltijds schepen van Luik wordt. Maggy Yerna verving van 23 juni 2009 tot 8 oktober 2013 Willy Demeyer, die verkoos om burgemeester van Luik te blijven. |
| Maurice Mottard           | Luik                     | PS      | Vervangt vanaf 19 september 2012 de overleden Michel Daerden. Eerder verving hij van 14 juli 2010 tot 4 december 2011 ook Michel Daerden, toen die minister in de Federale Regering was. |
| Alain Onkelinx            | Luik                     | PS      | Voorzitter van de commissie Gezondheid, Sociale Actie en Gelijke Kansen vanaf 13 juli 2010. |
| Sophie Pécriaux           | Charleroi                | PS      | Ondervoorzitter vanaf 16 juli 2009. |
| Sébastian Pirlot          | Neufchâteau-Virton       | PS      | Secretaris van 16 juli tot 23 september 2009. |
| Annick Saudoyer           | Doornik-Aat-Moeskroen    | PS      | |
| Daniel Senesael           | Doornik-Aat-Moeskroen    | PS      | Vervangt vanaf 16 juli 2009 Rudy Demotte, die minister in de Waalse Regering wordt. |
| Malika Sonnet             | Aarlen-Marche-Bastenaken | PS      | Vervangt vanaf 17 juli 2009 Philippe Courard, die staatssecretaris in de Federale Regering wordt. |
| Edmund Stoffels           | Verviers                 | PS      | Voorzitter van de commissie Algemene Zaken, Administratieve Vereenvoudiging, Europese Fondsen en Internationale Betrekkingen tot 4 oktober 2010. |
| Pierre Tachenion          | Bergen                   | PS      | Vervangt vanaf 23 juni 2009 Didier Donfut, die beslist om niet te zetelen. |
| Muriel Targnion           | Verviers                 | PS      | |
| Graziana Trotta           | Charleroi                | PS      | Vervangt vanaf 17 juli 2009 Paul Magnette, die verkiest om minister in de Federale Regering te blijven. |
| Léon Walry                | Nijvel                   | PS      | Vervangt vanaf 23 juni 2009 André Flahaut, die verkiest om lid van de Kamer van volksvertegenwoordigers te blijven. Walry is ondervoorzitter. |
| Olga Zrihen               | Zinnik                   | PS      | |